# 魚類解剖學
鱼类解剖学是一門專門研究鱼类形态的學科，例如研究人員會研究鱼的结构、其各個器官以及解剖魚類後在解剖台上或显微镜下观察魚類的身體結構，了解其各個器官的功能。